# Rosie Batty
Rosemary Anne "Rosie" Batty (Laneham, Reino Unido, 9 de febrero de 1962) es una activista contra la violencia doméstica australiana nacida en Inglaterra. Se convirtió en activista contra las violencias machistas en 2014, después de que su hijo Luke Batty, de 11 años, fuera asesinado por su padre, Greg Anderson. Fue la australiana del año del National Australia Day Council, en 2015.
Como activista, ha hablado públicamente sobre sus experiencias como superviviente de la violencia doméstica para concienciar al público y abogar por cambios sociales. Se considera que Batty ha tenido una influencia significativa en las actitudes públicas nacionales, la filantropía, las iniciativas y la financiación del gobierno, los servicios de apoyo y los procedimientos policiales y legales relacionados con la violencia doméstica en Australia.
En 2016, el primer ministro Malcolm Turnbull manifestó sobre la violencia doméstica en Australia que el cambio cultural requería un gran defensor y Batty había sido capaz de hacerlo  como nadie lo había hecho antes. El 10 de junio de 2019, fue nombrada Oficial de la Orden de Australia como parte del reconocimiento Queen's Birthday 2019 Honours por sus servicios a la comunidad como activista y defensora de la prevención de la violencia familiar.

## Trayectoria
Batty nació en Inglaterra y creció junto a su padre y tres hermanos en una granja de Laneham, en el condado inglés de Nottinghamshire.
Cuando tenía seis años, su madre murió y fue criada por niñeras y por su abuela materna. Batty dice que la muerte de su madre tuvo un impacto a largo plazo, pues debido a ello no había establecido relaciones permanentes con nadie. Nunca se casó al igual que sus dos hermanos por el temor a ser abandonada. Después del instituto, realizó un curso de secretariado y trabajó como empleada de banca y como niñera en Australia, país en el que se instaló en 1988 con un visado de pareja tras una primera visita en 1986.
Conoció a Anderson en 1992, cuando trabajaban juntos en una empresa de selección de personal y ambos iniciaron una relación sentimental que duró dos años. Según refirió, Anderson mostró signos de violencia sexual mientras estaban juntos e incluso habló de un supuesto intento de violación a una amiga de Batty, tras lo cual, ella puso fin a la relación de dos años. Casi ocho años después, reanudó el contacto con él y se quedó embarazada, aunque nunca había planeado tener un hijo dado el miedo a la pérdida que ha sentido durante toda su vida. Su hijo Luke nació el 20 de junio de 2002.
Desde junio de 2004 hasta febrero de 2014, Anderson agredió físicamente a Batty y la amenazó de muerte en numerosas ocasiones, lo que dio lugar a varias detenciones, acusaciones y medidas cautelares. Según palabras de esta, los abusos de Anderson habían comenzado poco después de que se conocieran y aumentaron en el embarazo. Al poco de nacer Luke, hubo agresiones físicas y ella puso fin a la relación aunque siguieron en contacto, admitió que fue un padre amoroso para Luke y ella misma defendió su derecho a que viera a su hijo.
En noviembre de 2012, Anderson fue sorprendido accediendo a pornografía infantil en un ordenador público de una biblioteca de Melbourne. En abril de 2013, Anderson blandió un cuchillo contra Luke cuando estaban solos dentro de su coche y al parecer le dijo que "todo podría acabar así". Batty decidió que no podía seguir apoyando que Anderson tuviera contacto con Luke. Después de denunciar el incidente a la policía, el tribunal ordenó que Anderson no pudiera tener más contacto con su hijo y se concedió una medida cautelar que nombraba tanto a Batty como a Luke personas protegidas. En julio de 2013, Anderson impugnó la decisión en una vista judicial y se le concedió poder ver a Luke en público cuando hacía deporte. En enero de 2014, Anderson amenazó con matar a una de sus compañeras de piso, lo que llevó a la compañera a pedir una orden de intervención y a Anderson a ser detenido pero liberado poco después. Debido a las leyes de privacidad, Batty no tuvo conocimiento inmediato de estos hechos.
El 12 de febrero de 2014, Anderson asesinó a Luke Batty, de once años, en un entrenamiento de cricket en una pista de juego en el suburbio de Tyabb, en las afueras de Melbourne. Cuando el entrenamiento terminó y todo el mundo se marchó, Anderson aisló a Luke dentro de una red de cricket, golpeó a su hijo en la cabeza y lo apuñaló hasta matarlo. Se resistió al arresto y amenazó a los trabajadores de la ambulancia con su cuchillo. Más tarde murió en el hospital a causa de los disparos de la policía y de las puñaladas autoinfligidas.
En la investigación forense de 2014, los agentes de policía, los servicios de protección de menores y Batty declararon que nunca creyeron que Anderson fuera a hacer daño a Luke ya que, aunque tenía un historial de violencia contra ella, no era violento con su hijo. También se informó de que Anderson podría haber tenido una enfermedad mental no diagnosticada.
Batty comenzó a hablar públicamente sobre su experiencia después de dirigirse a los medios de comunicación la mañana siguiente al asesinato de Luke. Se convirtió en defensora de las supervivientes y víctimas de la violencia doméstica y trató de abordar los fallos sistémicos percibidos en las respuestas a la violencia doméstica en Australia. Habló de la falta de comunicación entre los servicios, de la percepción pública de la violencia doméstica, de la falta de financiación y de los procedimientos policiales y legales que, en su opinión, habían restado poder a su capacidad para protegerse a sí misma y a su hijo. En 2014, creó la Fundación Luke Batty para ayudar a las mujeres y los niños afectados por la violencia doméstica.
En abril de 2014, respondió a un comentario del periodista Joe Hildebrand en el programa de televisión Studio 10, de Ten Network. Al hablar de las leyes victorianas propuestas para la denuncia obligatoria de los casos de abuso infantil, Hildebrand dijo que estar asustada por su propia seguridad, no era una excusa. En respuesta, Batty dijo que estaba sorprendida por la idea y que a raíz de la muerte de su hijo había esperado que saliera algo que mostrara realmente la dificultad que tienen las mujeres en las relaciones abusivas.
En septiembre de 2015, pidió al primer ministro Malcolm Turnbull que cerrara los centros de detención de inmigrantes australianos debido a la incidencia de violaciones y agresiones sexuales.
A finales de 2016, Batty escribió al ministro federal de Inmigración, Peter Dutton, en apoyo de la doctora Chamari Liyanage, que había matado a su marido a golpes con un martillo en su cama mientras dormía en 2014, afirmando que se debería permitir a Liyanage permanecer en Australia tras su salida de la cárcel, declarando que esto demostraría un Gobierno australiano compasivo que realmente entendía la difícil situación de las víctimas de la violencia familiar y doméstica.
El 16 de febrero de 2018, Batty anunció que dejaría de ser la directora ejecutiva de la Fundación Luke Batty y que finalmente la cerraría. Ese mismo día, la Fundación dejó de recibir donaciones

## Legado

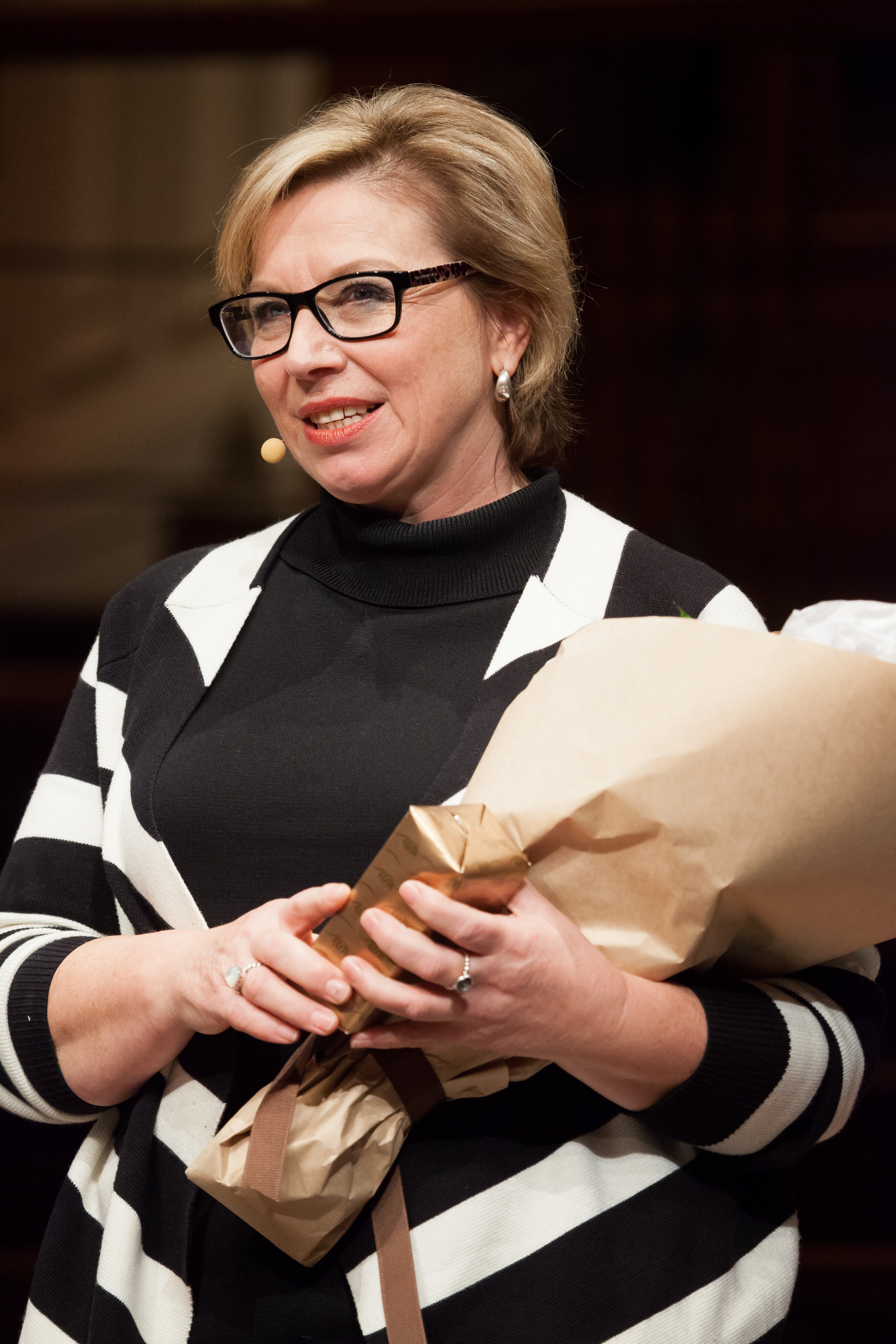
Batty hablando en un panel de discusión de la Comisión de Derechos Humanos de Australia en julio de 2015.

La historia de Batty fue decisiva para la creación en 2015 de la Comisión Real sobre la Violencia Familiar en su estado natal, Victoria, que se presentó en el Parlamento el 30 de marzo de 2016. El informe es la culminación de una investigación de trece meses sobre cómo prevenir eficazmente la violencia familiar, mejorar la intervención temprana, apoyar a las víctimas, responsabilizar a los agresores, coordinar mejor la respuesta de la comunidad y del gobierno y evaluar y medir las estrategias, los marcos, las políticas, los programas y los servicios. El informe incluye ocho volúmenes y se basa en 227 recomendaciones formuladas por la Comisión para mejorar, orientar y supervisar un programa de reformas a largo plazo que aborde la violencia familiar. Entre ellas se incluye el establecimiento de la Ley de Protección contra la Violencia Familiar, que proporciona una definición detallada de esta, las relaciones en las que puede surgir y un refuerzo de los objetivos y principios sólidos de la ley.

## Reconocimientos
En 2014, recibió la Medalla Nacional al Valor del Orgullo de Australia.
Fue nombrada australiana del año 2015 y galardonada con un doctorado honorífico por la Universidad de Sunshine Coast. Ese mismo año, Jacqui Clark le hizo un retrato que tituló Meeting Rosie Batty y fue seleccionado para el Premio Portia Geach Memorial 2015.
En 2016, ocupó el puesto número 33 en la lista de los Mejores Líderes del Mundo de la revista Fortune.
En octubre de 2018, fue nominada a la categoría de Empresa social y sin ánimo de lucro de los premios The Australian Financial Review 100 Women of Influence.
El 10 de junio de 2019, fue nombrada Oficial de la Orden de Australia como parte del reconocimiento de los Queen's Birthday 2019 Honours.